# 15268 Wendelinefroger
A 15268 Wendelinefroger (ideiglenes jelöléssel 1990 WF3) a Naprendszer kisbolygóövében található aszteroida. Eric Walter Elst fedezte fel 1990. november 18-án.